# Baldersnäs

För tätorten i Värmdö kommun, se Baldersnäs, Värmdö kommun.  
Baldersnäs är en herrgård på en halvö i Laxsjön, 5 km norr om Dals Långed i Steneby socken i Bengtsfors kommun, Dalsland, med vandringsleder och en grotta. Markerna runt herrgården är ett naturreservat med samma namn. Från 1975 till 2005 var hela Baldersnäs i allmän ägo, men såldes då till TV-profilen Ingvar Oldsberg. 

## Allmänt
Herrgården har restaurang, hotellrum och konferensmöjligheter, omgiven av en stor engelsk park. Nuvarande ägare är Anders Kihlberg, en dalslänning och entreprenör. Arrangemang som utställningar, musikarrangemang, baldersnäsjoggen, kanotmaraton och julmarknader är återkommande händelser. Hotellanläggningen Baldersnäs erbjuder dels rum i själva herrgården och i Annexet. Under 2011 utökade Baldersnäs Herrgård med 20 rum vid parken ner mot Laxsjön.
På Baldersnäs gård drivs ett ekologiskt jordbruk om 107 hektar med utrotningshotade svenska lantrasfår som bevarar det vackra landskapet med betade lövträdsbevuxna kullar och öppna ängar. På sommaren kan man besöka lantrasparken med ett stort antal svenska lantraser (djur som anpassats genom århundradena till de svenska jordbruket och som var vanliga på svenska gårdar fram till slutet av 1800-talet). Här finns också gårdsbutik med egenproducerad chark från lamm och får, lokalproducerad mat från Dalsland samt café.

## Historia

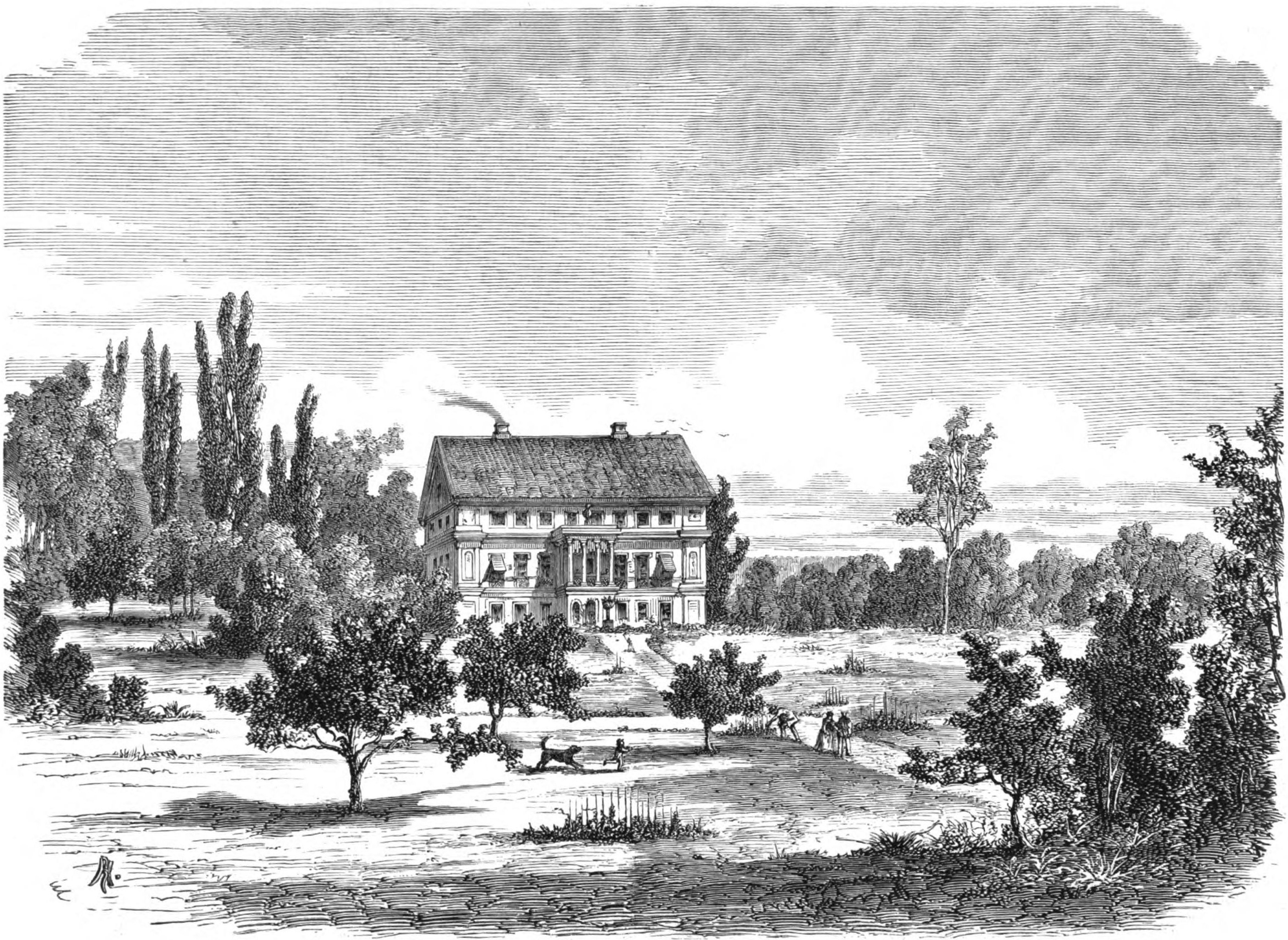
Baldersnäs omkring 1870.

Baldersnäs historia började redan på 1500-talet och gick då under namnet Ballnäs. Starten sammanfaller med järnbruksutvecklingen i Dalsland.
Baldersnäs byggdes ut till herresäte 1796 av brukspatron Carl Fredrik Uggla. Systersonen Carl Fredrik Wærn den äldre köpte 1827 in Bäckefors egendom och Baldersnäs och avled där 1859. Det ägdes därefter av hans son, bruksägaren Carl Fredrik Wærn den yngre. Under denna tid anlades en praktfull park med gångar, lusthus, konstgjorda grottor och öar. Över 240 arter buskar och träd planterades in och anläggningen blev en vida känd attraktion. Efter dennes änka övergick egendomen till Baldersnäs bolag, som huvudsakligen tillhörde släkten Wærn. 
Den nuvarande huvudbyggnaden uppfördes 1910 av dåvarande ägaren Rudolf Lilljeqvist. Denne och sedermera hans familj ägde Baldersnäs till 1975 då herrgården köptes av flera Dalslandskommuner gemensamt, samtidigt som halvön gjordes till naturreservat. Stiftelsen Baldersnäs, som formellt var ägare, sålde egendomen 2005 i avsikt att den även fortsättningsvis skulle ha betydelse för Dalslands besöksnäring. TV-personligheten Ingvar Oldsberg blev då ägare till herrgården för 4 miljoner. År 2010 delades egendomen så att jordbruksmarken och gårdsbyggnader såldes till Karl Anders och Gunilla Andersson medan herrgårdsbyggnaden med park såldes till Anders Kihlberg.

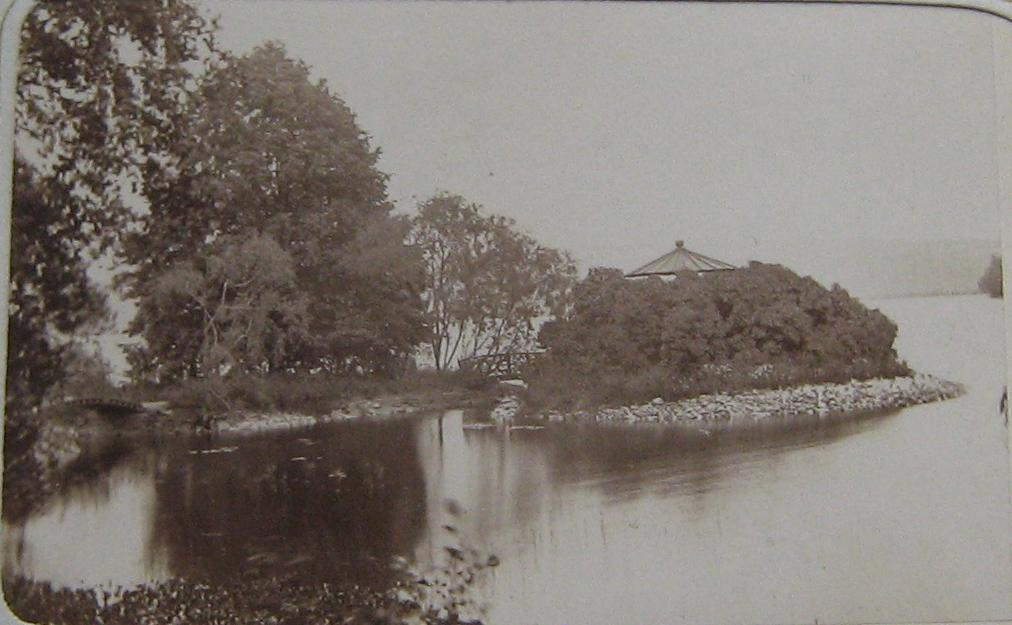
Parken vid Baldersnäs, med utsikt över Laxsjön på 1860-talet.